# Абдул-Салманы
Абду́л-Салма́ны (тат. Абдул Салманы) — деревня в Алькеевском районе Республики Татарстан, в составе Староматакского сельского поселения.

## История
В «Списке населенных мест по сведениям 1859 года», изданном в 1866 году, населённый пункт упомянут как казённая деревня Абдуловы Салманы 1-го стана Спасского уезда Казанской губернии. Располагалась при реке Салманке, по правую сторону коммерческого Самарского тракта, в 33 верстах от уездного города Спасска и в 14 верстах от становой квартиры во владельческом селе Воскресенское (Гусиха). В деревне, в 33 дворах жили 211 человек (99 мужчин и 112 женщин), была мечеть.

## Население
| 1859 | 1897 | 1908 | 1921 | 1926 | 1938 | 1949 | 1949 | 1958 |
| ---- | ---- | ---- | ---- | ---- | ---- | ---- | ---- | ---- |
| 211  | ↗255 | ↗290 | ↘266 | ↘182 | ↗236 | ↗255 | →255 | ↘189 |
| 1970 | 1979 | 1989 | 2000 | 2002 | 2010 | 2015 |      |      |
| ↗240 | ↘216 | ↘75  | ↘66  | ↘63  | ↘51  | ↘48  |      |      |